# Смит, Стивен (футболист, 1874)
Стивен Смит (англ. Stephen Smith; 14 января 1874 — 19 мая 1935), более известный как Стив Смит (англ. Steve Smith) — английский футболист, крайний левый нападающий. Наиболее известен по выступлениям за бирмингемский клуб «Астон Вилла», а также за национальную сборную Англии. Пятикратный чемпион Англии и двукратный обладатель Кубка Англии в составе клуба «Астон Вилла».

## Клубная карьера
Уроженец Абботс-Лэнгли (графство Хартфордшир), Смит начал футбольную карьеру в любительских клубах «Каннок энд Раджли Коллиери», «Каннок Таун» и «Раджли Сил», после чего играл за «Хенсфорд Таун» в сезоне 1892/93. В 1893 году стал игроком бирмингемского клуба «Астон Вилла», дебютировав в его основном составе 28 октября 1893 года в матче против «Бернли».
В составе «Астон Виллы» Смит пять раз становился чемпионом Англии: в сезонах 1893/94, 1895/96, 1896/97, 1898/99 и 1899/1900, также выиграл два Кубка Англии (в  1895 и 1897 годах).

В официальном клубном бюллетене клуба The Villa News and Record от 1 сентября 1906 года была дана такая справка о Стиве Смите: 
Один из самых эффективных игроков на левом фланге со времен Ходжеттса. Отлично владеющий дриблингом, скоростной, отобрать у него мяч очень непросто, а сам он очень точен при реализации. Будучи небольшой комплекции, часто страдал от грубых соперников, получая от них грубые удары. Тихий и скромный, он проявил себя как самый бескорыстный партнёр, на которого всегда можно положиться. Скромный при победах и добрый и при поражениях.
В 1901 году перешёл в клуб Южной лиги «Портсмут», где играл до 1906 года.

## Карьера в сборной
6 апреля 1895 года Смит провёл свой единственный матч за национальную сборную Англии: это была игра Домашнего чемпионата против сборной Шотландии, в котором он отличился забитым мячом и помог своей команде выиграть турнир.
Также провёл два матча за сборную Футбольной лиги.

## Тренерская карьера
В 1906 году стал играющим тренером клуба Южной лиги «Нью-Бромптон». Провёл в клубе два сезона.

## Достижения
Астон Вилла
- Чемпион Англии (5): 1893/94, 1895/96, 1896/97, 1898/99, 1899/1900
- Обладатель Кубка Англии (2): 1895, 1897

Сборная Англии
Победитель Домашнего чемпионата Британии: 1895

## Личная жизнь
После завершения футбольной карьеры занимался торговлей рыбой в Портсмуте. В последние годы жизни владел магазином в Оксфордшире.